# Granville Roland Fortescue

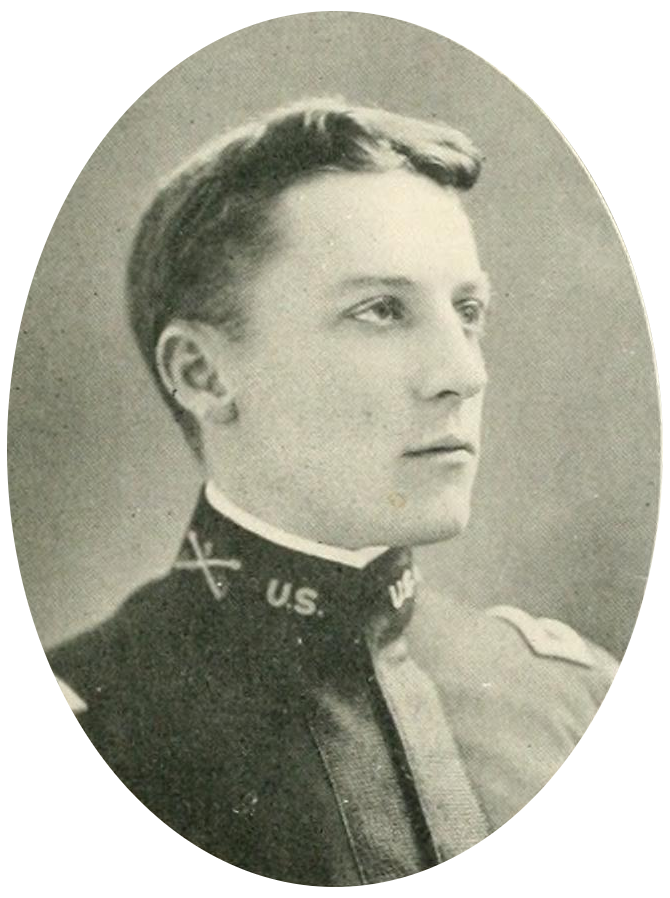
Granville Roland Fortescue

Granville Roland „Rolly“ Fortescue (* 12. Oktober 1875 in New York City; † 21. April 1952) war ein US-amerikanischer Offizier, ein Rough Rider, welcher mit seinem Cousin, Colonel Theodore Roosevelt, in Kuba diente und dessen Berater während seiner ersten Administration als US-Präsident war, später ein Journalist und 1920 ein Kriegsberichterstatter für die London Standard während des Rifkrieges in Spanisch-Marokko. Er schrieb während des Ersten Weltkrieges und während des Spanischen Bürgerkrieges für den London Daily Telegraph.

## Werdegang
Fortescue besuchte das Yale College und danach die University of Pennsylvania. 1898 brach er sein Studium ab, um sich dann freiwillig zu 1st United States Volunteer Cavalry zu melden. Seinen Abschluss machte er dann 1904 am Army Staff College. Fortescue bekleidete den Dienstgrad eines Captains. Während des Spanisch-Amerikanischen Krieges wurde er als Rough Rider bei der Schlacht bei San Juan Hill in Kuba verwundet und diente in den Philippinen. Er war dann während des Russisch-Japanischen Krieges als US-Militärattaché in Japan stationiert. Zusammen mit anderen westlichen Militärattachés hatte er zwei sich ergänzende Missionen, die Japaner zu unterstützen und die japanischen Truppen im Feld während des Russisch-Japanischen Krieges zu beobachten. Während des Ersten Weltkrieges diente er als Artillerieoffizier. Danach beendete er seinen Militärdienst. Nach seinem Tod 1952 wurde er auf dem Nationalfriedhof Arlington beigesetzt. und ist damit der einzige Roosevelt, der dort beerdigt wurde.

## Familie
Granville Roland Fortescue war der Sohn von Kongressabgeordneten Robert Roosevelt (1829–1906) und seiner Geliebten Marion Theresa „Minnie“ O’Shea Fortescue (1849–1902). Sein Vater heiratete seine Mutter nach dem Tod seiner ersten Ehefrau Elizabeth „Lizzie“ Thorn Ellis Roosevelt (1830–1887) und adoptierte danach ihn und seine beiden Geschwister Kenyon (1870–1939) und Maude (1880–1961). Ferner war er der Neffe von Theodore Roosevelt senior (1831–1878), der Cousin vom US-Präsidenten Theodore Roosevelt (1858–1919) und der Großcousin der First Lady Eleanor Roosevelt (1884–1962).
Am 4. Juni 1910 heiratete Fortescue Grace Hubbard Bell (1883–1979), eine Nichte des Erfinders Alexander Graham Bell und eine Erbin des Bell Telephone Company Vermögens. Auf der Hochzeitsfeier war auch Captain Archibald Butt zugegen, der mit Fortescue im Weißen Haus als Präsidentschaftsberater diente.
Das Paar hatte drei Töchter. Eine mutmaßliche Vergewaltigung der Tochter Thalia Massie (1911–1963) verwickelte seine Ehefrau 1932 auf Hawaii in einen Mordprozess („Massie-Affäre“). Danach kehrte sie zu ihrem ruhigen Leben mit ihrem Ehemann zurück und zog je nach Jahreszeit mit ihm zwischen ihren Häusern auf Long Island und Palm Beach. Eine andere Tochter war unter ihrem Künstlernamen Helene Whitney (1914–1990) als Schauspielerin tätig.

## Ausgewählte Werke
Während seiner Tätigkeit als Journalist verfasste er folgende Werke:
- 1914: At the Front with Three Allies: My adventures in the Great War, London: A. Melrose, Ltd.[12]
- 1915: Russia, the Balkans and the Dardanelles,[13] London: A. Melrose, Ltd. OCLC: 1562062
- 1915: What of the Dardanelles?: An Analysis,[14] London: Hodder and Stoughton. OCLC: 2736904
- 1916: Fore-armed: How to Build a Citizen Army,[15] Philadelphia: John C. Winston Co. OCLC: 406647
- 1917: France Bears the Burden,[16] New York: Macmillan. OCLC: 1183757
- 1937: Front Line and Deadline: The Experiences of a War Correspondent,[17] New York: G. P. Putnam's Sons. OCLC: 987696

## Ehrungen
- Fortescue erhielt das Purple Heart für seine Verwundung bei der Schlacht bei San Juan Hill.[4]
- Distinguished Service Cross[4]
- World War I Victory Medal[3]
- Spanish Campaign Medal[4]
- Philippine Campaign Medal[4]
- Orden der Aufgehenden Sonne (Japan)[6]
- Kriegsgedenkmedaille (Japan)[6]